# Юрий Гагарин
Вижте пояснителната страница за други личности с името Гагарин.
Юрий Алексеевич Гагарин (на руски: Ю̀рий Алексѐевич Гага̀рин) е съветски офицер, полковник, военен пилот и космонавт, първият човек в историята на човечеството, който извършва космически полет.
Полетът се провежда на 12 април 1961 година с космическия кораб „Восток 1“, който извършва пълна обиколка около Земята.
След космическия полет Гагарин придобива световна известност и получава множество медали и отличия, сред които Герой на Съветския съюз – най-високата награда в СССР. След полета с „Восток 1“ Юрий Гагарин е част от резервния екипаж на „Союз 1“, който се разбива при приземяване. Заместник-директор е на Центъра за подготовка на космонавти край Москва, който по-късно получава неговото име.
Гагарин загива при катастрофа с пилотиран от него самолет през 1968 година.

## Биография
Юрий Гагарин е роден на 9 март 1934 г. в село Клушино, близо до град Гжатск (днес в Гагарински район, Смоленска област, Русия). Семейството му е на селяни-колхозници: баща Алексей Иванович Гагарин (1902 – 1973 г.) е дърводелец в колхоза, инвалид, а майка му Анна Тимофеевна Матвеева (1903 – 1984 г.) е доячка в колхоза. Първите години от живота си прекарва с родителите си в село Клушино. В детските си години е най-обикновено момче, което с нищо не се отличава от връстниците си.

### Образование
На 1 септември 1941 г. той започва да ходи на училище, но на 12 октомври същата година селото е окупирано от немците и учението му се прекъсва за почти година и половина. Семейството е изгонено от къщата им и си прави землянка преди зимата. Малко преди освобождението на селото сестра му Зоя и брат му Валентин са изпратени на принудителна работа на запад. На 9 април 1943 г. селото е освободено от Червената армия и занятията продължават. По това време Юрий обича да играе на баскетбол.
През 1945 г. семейството напуска напълно унищоженото от Вермахта с. Клушино и се заселва в разрушения гр. Гжатск (дн. Гагарин), Смоленска област. Тук през 1949 г. завършва шести клас на Гжатското средно училище. От есента продължава образованието си в Люберецкото професионално училище № 10. През декември е приет във ВЛКСМ (комунистическа младежка организация в бившия СССР). Завършва с отличие професионалното училище с квалификация леяр-формовчик (1951 г.). През август 1951 г. се записва в Индустриалния техникум в град Саратов. Занимава се активно със спорт.
Именно през тези години се увлича по авиацията и на 25 октомври 1954 г. посещава за пръв път Саратовския аероклуб. През юни 1955 г. завършва с отличие Саратовския техникум. През юли извършва първия си самостоятелен полет на самолета Як-18. На 10 октомври завършва обучението си в Саратовския аероклуб. За това време има 196 полета и общо 42 часа и 23 минути във въздуха. На 3 август 1955 г. саратовският областен вестник „Младежка заря“ публикува статия „Ден на летището“, в която се споменава името на Гагарин. „Първата похвала в печата значи много в живота на човека“, пише след време Юрий Алексеевич.

### Военна служба
От 27 октомври 1955 г. е повикан да отбие военната си служба. Изпратен е в I Военноавиационно училище „Климент Ворошилов“ в град Чкалов (днес Оренбург), в което се подготвят летци. Завършва обучението си в него с отличие на 25 октомври 1957 г., независимо от някои трудности, а след 2 дни сключва брак с Валентина Ивановна Горячева. В края на 1957 г. Гагарин е изпратен в изтребителен авиационен полк на Северния флот. Там извършва полети на военния самолет МиГ-15 в условията на полярните дни и нощи и открива, че му доставя удоволствие да лети. Към октомври 1959 година е направил 265 часа.
На 9 декември 1959 г. подава писмено заявление с молба за включване в групата на кандидатите за космонавти. След седмица го викат в Москва за цялостен медицински преглед в Централната военна болница. В началото на 1960 г. специална медицинска комисия признава старши лейтенант Гагарин като годен за космически полети.

### Космонавт №1
На 3 март 1960 г. със заповед на главнокомандващия на ВВС Константин Вершинин е зачислен в групата на космонавтите. На 11 март започва тренировки. Отначало групата е от 20 млади летци. Ръководител на космическата програма е Сергей Корольов. От тях са отделени 6, които са подготвяни по програма, различна от останалите. Четири месеца преди полета е взето решение той да бъде първият космонавт. Негов дубльор е Герман Титов.
Първият космонавт трябва да е с отлична подготовка и да стане лицето на съветската държава, достойно представящ я пред света. Гагарин притежава точно тези качества и това е сред определящото при избора му за първия полет. Последната дума има Никита Хрушчов, по това време първи секретар на управляващата в СССР комунистическа партия КПСС. Когато му показват снимките на първите космонавти, без колебание той избира Гагарин.
На 12 април 1961 г., в 9 часа и 7 минути (6 часа и 7 минути по Гринуич) московско време Гагарин излита от космодрума Байконур на космическия кораб „Восток 1“ с ракета носител Р-7. Първите му думи в открития Космос са „Поехали!“. Позивната на Гагарин е „Кедър“. Корабът прави една обиколка около Земята, с продължителност 108 минути, и се насочва за приземяване в Саратовска област. Приземяването е успешно извършено близо до спускаемия апарат, като Гагарин катапултира от капсулата и се спуска с парашут, както е планирано.
Новината мълниеносно обикаля целия свят. След 2 дни е тържествено посрещнат на Червения площад в Москва пред десетки хиляди ентусиазирани хора, дошли да го видят. За този си полет е награден със званието герой на Съветския съюз и е издигнат в чин майор, а датата 12 април от 1962 година започва да се чества като международен ден на авиацията и космонавтиката.

### Живот след полета
От 23 май 1961 г. Гагарин е командир на отряда космонавти. През есента на 1961 г. постъпва във военновъздушната академия „Николай Жуковски“, за да получи висше образование. На 20 декември 1963 г. е назначен за заместник-началник на Центъра за подготовка на космонавти. Започва отново да лети през 1963 г.
От лятото на 1966 г. се подготвя за нов космически полет. През тези години СССР започва своя лунна програма. Един от подготвящите се за полет до Луната е Гагарин. Първият изпитателен полет в пилотиран вариант е планиран за април 1967 г. За него се подготвят Владимир Комаров и Юрий Гагарин. Решено е с кораба „Союз-1“ да лети Комаров, за да не се рискува животът на Гагарин. Полетът завършва фатално. При приземяването капсулата се разбива вследствие на отказ в парашутната система и Владимир Комаров загива. На траурния митинг в памет на загиналия Гагарин обещава, че космонавтите ще научат „Союз“ да лети. Така и се случва, корабът „Союз“ лети и до днес. През 1966 година Юрий Гагарин става почетен член на Международната академия по астронавтика.
На 17 февруари 1968 г. защитава дипломната си работа в Академията „Николай Жуковски“. Продължава подготовката си за нови лунни космически полети и сам до своята смърт е член на екипажа на един от подготвяните лунни кораби. Гагарин нямал право самостоятелно да лети на изтребител, и затова получава направление за възстановяване на квалификацията като летец изтребител.
На 27 март 1968 г. извършва планиран тренировъчен полет с учебен самолет МиГ-15УТИ под ръководството на опитния инструктор В. С. Серьогин, при който загиват и двамата. На траурния митинг Президентът на Академията на науките на СССР Мстислав Келдиш заявява: „Подвигът на Гагарин е огромен принос в науката. Той откри нова епоха в историята на човечеството – начало на полетите на човека в космоса, път към междупланетни експедиции...“.

### Световна известност
След полета на „Восток 1“ Юрий Гагарин става най-известният човек на планетата. 108-те минути в Космоса променят неговия живот завинаги. За него пишат вестниците във всички държави. Всички съветски ръководители искат да се срещнат с него и в продължение на 3 години това заема една голяма част от живота му. Под натиска на роднини, приятели, министри, маршали и академици често му се налага да вдига наздравици и да пие „до дъно“ за дружбата и любовта. При много ситуации той като по чудо избягва тежки нещастия или смърт. Юрий има силен характер и стоически издържа изпитанията, но този живот оказва влияние – той качва 8 – 9 килограма, престава да се занимава със спорт и става ясно, че само една нова подготовка за космически полет може да преустанови този процес.
В края на април 1961 г. започва своите задгранични посещения, които продължават две години. Посещава над 30 страни и се среща с хиляди хора. Крале и президенти, политически дейци и учени, артисти и музиканти считат за чест да се срещнат с него. Награждават го с ордени, медали, дипломи, избиран е за почетен гражданин на градове от Европа, Азия, Африка, Северна и Южна Америка. По време на своите пътешествия обикаля света три пъти. Юрий Гагарин е автор на книгата „Пътят към космоса“, 1961 г.
Първата му задгранична командировка е в Чехословакия. Лети на обикновен Ту-104 до Прага. Пътниците разпознават Гагарин и се втурват към него за автографи. Командирът на екипажа П. М. Михайлов го кани в пилотската кабина и му дава да управлява щурвала. В Чехословакия Гагарин посещава заводи и предприятия, а правителството го удостоява със званието Герой на социалистическия труд на ЧССР.
Следващата му спирка е в България. Преди приземяването в София български летци го посрещат с почетен ескадрон от изтребители. Освен София, Гагарин посещава Плевен, Пловдив, Бургас, Казанлък и Стара Загора. В Плевен посещава музея „Панорама“, мавзолея „Свети Георги“, прави почетна обиколка на града с открит автомобил. Става почетен гражданин на Пловдив и София. В Пловдив носи цветя на паметника Альоша. В Казанлък го посрещат с рози и розова вода по пътя през града. Посещава връх Шипка и на връщане спира в Розовата станция – Института на розата. Посещава България за втори път през 1966 г. заедно със съпругата си Валя.
Посещава Финландия 2 пъти – през 1961 и 1962 г.
През юли 1961 г. Гагарин пристига в Англия по покана на профсъюза на леярските работници, тъй като правителството не го кани по политически причини. Посещава Манчестър и главната квартира на профсъюза. Там му връчват диплома за почетен леяр на Англия. Получава и златен медал от фонда за развитие на космоса (първия номер) и се среща с ръководството на страната, с министър-председателя и кралица Елизабет II. Въпреки нарушаване на етикета, кралицата се снима с него с обяснението, че той не е обикновен, а небесен човек. Само през 1961 година Гагарин посещава Чехословакия, България, Финландия, Великобритания, Полша, Куба, Бразилия със спирка на остров Кюрасао, Канада със спирка в Исландия, Унгария, Индия, Цейлон (днес Шри Ланка) и Афганистан.
В началото на 1962 г. Гагарин по покана на вицепрезидента и главнокомандващ въоръжените сили на ОАР маршал Абдел Хаким Амер посещава Обединената арабска република (Египет), където остава 7 дни. Президентът на страната Гамал Абдел Насър го награждава с най-висшия орден на страната.
В септември 1963 година Юрий Алексеевич Гагарин пристига в Париж, където участва в XIV Международен астронавтически конгрес.

### Катастрофа
По време на тренировъчен полет самолет МиГ-15 УТИ с пилот полковник Гагарин и инструктор полковник Серьогин на борда се разбива на 27 март 1968 година в 10:31 сутринта в района на село Новосьолово на 18 km от град Киржач, Владимирска област. Телата на Гагарин и Серьогин са кремирани и прахът им е погребан в стените на Кремъл на Червения площад.
Причината за катастрофата, убила Гагарин и Серьогин, не е напълно изяснена и е предмет на спекулация и на редица конспиративни теории.
Съветски документи, разсекретени през март 2003 г., показват, че КГБ е провела собствено разследване на инцидента в допълнение на правителствено и 2 военни разследвания. Докладът на КГБ отхвърля всякакви конспиративни теории, като посочва, че действията на екипажа са допринесли за катастрофата. Докладът посочва, че авиодиспечерът е дал на Гагарин стара информация за времето и по време на полета метеорологичните условия са се влошили значително. Наземният екип също оставя външен резервоар, закачен за самолета. Планираният полет на Гагарин се е нуждаел от добро време и никакви външни резервоари. Разследването открива, че самолетът се е превъртял или поради сблъсък с птица, или за да избегне друг самолет. Поради старата информация за метеорологичните условия екипажът е смятал, че са на по-голяма височина, отколкото са били в действителност и не са могли да изправят самолета.
В книгата си „Двете страни на луната“ Алексей Леонов си спомня, че е пътувал с хеликоптер в близост до района на полета и е чул „2 силни експлозии в далечината“. Според него друг самолет, Су-15, е летял под разрешената височина и „без да разбере поради лошите условия, е минал на десетина метра от самолета на Гагарин, докато преминава звуковата бариера“. Последвалата турбуленция е превъртяла МиГ-а. Леонов смята, че първата експлозия, която е чул, е от преминаването на звуковата бариера, а втората – от катастрофата на Гагарин.
Друга теория смята, че екипажът от предишния полет е оставил един от обезвъздушителите в кабината отворен, което е довело до липса на кислород и е попречило на екипа до контролира самолета. Подобна теория е тази, че екипажът е открил отворен обезвъздушител и започнал процедура за бързо спускане на по-ниска височина. Това спускане ги е накарало да загубят съзнание и е довело до катастрофата.
На 12 април 2007 г. Кремъл налага вето върху ново разследване на смъртта на Гагарин.
През април 2011 г. документите от комисията, създадена през 1968 г. от ЦК на КПСС с цел разследване на инцидента, са разсекретени. Документите показват, че заключението на комисията е, че Гагарин или Серьогин е направил остра маневра с цел да се избегне удар с метеорологичен балон. Друга причина може да е опит от страна на космонавта да избегне навлизане в облак.
Съществуват някои конспиративни теории за смъртта на Юрий Гагарин. Според една от тях първият космонавт, в качеството си на командир на съветския „лунен екип“ от космонавти, е умрял по време на предполагаем неуспешен първи опит за пилотиран полет около Луната на борда на Зонд 4 на 2 – 7 март 1968 г., а не в официално обявената авиокатастрофа на 27 март 1968 г. По онова време космическият кораб Союз 7К-Л1 (Л1), след 4 неуспешни безпилотни тестови старта, още не е готов за пилотирани експедиции. Мисията от 2 – 7 март на кораба Л1 е известна под несекретното наименование Зонд. Тези подозрения официално се отхвърлят. Според други смъртта на Гагарин е умишлено причинена за отклоняване вниманието на световната общественост от готвещата се Интервенция на Организацията на Варшавския договор в Чехословакия.

## Семейство
- Баща – Алексей Иванович Гагарин (1902 – 1973), дърводелец.
- Майка – Анна Тимофеевна Матвеева (1903 – 1984), работела е в млечна ферма.
- Жена – Валентина Ивановна Гагарина, родена на 15 декември 1935.
- Деца – дъщери: Елена (род. 17 април 1959) – генерален директор на музея „Московския Кремъл“, – и Галина (род. 7 март 1961) – професор, завеждаща катедра по национална и регионална икономика в Руския икономически университет на името на Г. В. Плеханов.
- Сестра: Зоя Алексеевна Гагарина (по мъж Бруевич, 1927 – 2004), медицинска сестра
- Брат: Борис Алексеевич Гагарин (1936 – 1977), работник.
- Брат: Валентин Алексеевич Гагарин (1924 – 2006), дърводелец.

## Полет в Космоса

### Подготовка
След четиримесечен московски период на подготовка, който започва март 1960 г., Центърът за подготовка на космонавтите с целия свой наличен състав се мести на постоянно място в посьолок Звездни (Звёздный). Там е създаден жилищен фонд за космонавтите и семействата им, както и за ръководителите на полета.
Освен Гагарин има още 20 претенденти (Група ВВС № 1). Кандидатите се набират именно от средите на летците-изпитатели на изтребители по решение на Корольов като се счита, че те вече имат опит с натоварване, стресови ситуации и разлики в налягането. Основните параметри, за които се следи и се прави избора са: медицински и психологически показатели, възраст 25 – 30 години, ръст не повече от 170 cm, тегло не повече от 70 – 72 kg, способност към бърза адаптация с височината, бързи реакции, физическа издръжливост и психическа стабилност.
Изискванията за ръста и теглото възникват от ограничените възможности на космическия кораб Восток, които са определени от мощността на ракетата носител. Освен изброените по-горе качества, под внимание също така се взима положителната характеристика, членство в партията (Гагарин подава документи през 1959 г. и става член през 1960 г.), политическа активност и социален произход.
Летателните качества се взимат предвид, но не играят решаваща роля.
От 20-те първоначални кандидата избират 6-има. Корольов бърза много, защото има данни, че американците изпращат свой космонавт на 20 април 1961 г. Затова стартът се планира за периода 11 – 17 април. В последния момент на заседание са определени двама космонавти – Юрий Гагарин и неговият дубльор Герман Титов. ТАСС подготвя 3 съобщения за полета в Космоса, в това число и „трагично“ за в случай, че Гагарин не се завърне жив. Първото съобщение е за успешното изстрелване на човек в откритото пространство, а второто за неговото успешно завръщане. И двете съобщения за публикувани, като преди това, на 3 април са одобрени с постановление на Президиума на ЦК на КПСС.

### Ход на полета
Участието на СССР в космическата надпревара довежда до това, че при създаването на кораба „Восток“ са избрани ред неоптимални решения. За някои компоненти просто не остава време, затова се отказват от системи за аварийно спасение на старта и системи за меко приземяване. Освен това е премахната и дублираща спирачна установка.
Стартът на кораба е произведен на 12 април 1961 година в 09:07 сутринта московско време от космодрума Байконур. Ракетата носител заработва без проблеми, но на последния етап не сработва системата за радиоуправление, която е трябвало да изключи двигателите от 3-тата степен. Това става чак след сработването на дублиращата система, но корабът вече е излетял и се оказва на орбита, чийто апогей е на 100 km по-високо от предвиденото и изчисленото. Слизането от такава орбита е могло да отнеме 20 до 50 дни.
В орбита Гагарин провежда обикновени експерименти – яде, пие, води записки с молив. Случайно забелязва, че след като остави молива до себе си, той започва да се издига и да „плува“, от което прави извода, че предметите в космоса е по-добре да се връзват или закрепят по някакъв начин. Всички свои наблюдения и чувства той записва на бордов магнетофон. По онова време не се знае как такъв полет може да окаже влияние на психиката на космонавта, затова ръчното управление може да се включи само след въвеждане на специален код, запечатан в плик.
В края на полета спирачната система сработва нормално и успешно, но с недобър импулс и 10 минути преди навлизане в атмосферата корабът започва да се върти безпорядъчно със скорост 1 оборот в секунда. Гагарин решава да не плаши ръководителя на полета. Когато корабът навлиза в по-плътните слоеве на атмосферата, съединителните кабели прегарят, а командата за отделяне постъпва от термодатчиците и спускаемият апарат се отделя от двигателния апарат. Траекторията е балистична, което създава около 8 – 10 пъти натоварване (8 – 10 пъти земното ускорение), но Гагарин има подготовката и е готов за това. По-тежко е психическото натоварване. В атмосферата капсулата се загрява и външната температура достига 3000 – 5000 °C, по стъклата започват да се стичат струи разтопен метал, а самата кабина започва да се тресе.
В съответствие с плана на 7 km височина Гагарин катапултира, като и капсулата, и той започват да се спускат с отделни парашути. При спускането в херметичния скафандър на Гагарин не се задейства веднага клапанът, който следва да пропусне въздух, и космонавтът едва не се задушава. Последният проблем на този полет се оказва мястото на приземяване, което е могло да стане в ледените води на Волга, но благодарение на много добрата си подготовка, Юрий Гагарин успява да направлява парашута и да се приземи на 1 – 2 km от брега.
След една пълна обиколка на Земята, в 10:55:34 часа, след 108 минути, корабът завършва полета. Поради проблемите, апаратът не се приземява на предвиденото място – 110 km от Сталинград, а в Саратовска област, недалеч от село Смеловка. Първите, които посрещат космонавта на земята, се оказват жената на местния лесничей Ана Тахтарова и нейната шестгодишна внучка Рита. Скоро на мястото пристигат военни от местната дивизия и колхозници. Военните отвеждат Гагарин и от гарнизона той се обажда по телефона, за да съобщи за успешното си приземяване.

### След полета
На аеродрума в Енгелс вече очакват първия космонавт. Връчват му поздравителна телеграма от Съветското правителство и го отвеждат в щаба на базата за връзка с Москва. Около обяд от Байконур пристигат два самолета – Ил-18 и Ан-10, на които пристигат заместник командващия на ВВС генерал-лейтенант Агалцов и група журналисти. В течение на три часа Гагарин дава интервюта и се фотографира. След като е установена връзка с Москва, той лично докладва на Хрушчов (първия секретар на ЦК на КПСС) и на Брежнев (Председател на Президиума на Върховния Съвет на СССР) за успешното изпълнение на полета.
След доклада Гагарин и съпровождащите го лица се качват на самолет Ил-14, който идва от куйбишевския аеродрум, и заминават за Самара. Взето е решение да се избегне шумът и да не се разгласява пристигането, но в града вече се е събрал много народ, пристига и градското партийно ръководство. Пръв от самолета излиза Юрий Гагарин и приветства множеството, след което го отвеждат да си почине и изкъпе във вила на брега на река Волга. 3 часа по-късно пристига Корольов. В 9 часа вечерта отпразнуват първия космически полет в историята на човечеството.

## Награди

### Звания
- Летец-космонавт на СССР
- Златна звезда „Герой на Съветския съюз“
- Звание „Герой на социалистическия труд“ (Чехословакия)
- Звание „Герой на социалистическия труд (България)“
- Звание „Герой на труда“ (Виетнам)
- Президент на Обществото за съветско-кубинска дружба
- Почетен член на Дружеството „Финландия – Съветски съюз“
- Почетен член на Международната академия по астронавтика (1966)

### Ордени
- Орден „Ленин“ (СССР)
- Орден „Георги Димитров“(България)
- Орден „Карл Маркс“ (ГДР)
- „Звезда II клас“ (Индонезия)
- „Грюнвалдски кръст 1 степен“ (Полша)
- Орден „Знаме на Унгарската република 1 степен с елмази“
- „Огърлицата на Нил“ (Египет)
- „Голяма лента на Африканската Звезда“ (Либерия)
- „За заслуги в областта на въздухоплаването“ (Бразилия)
- Първи кавалер на ордена „Плайя Хирон“ (Куба).

### Медали и дипломи
- Златен медал на Британското общество за междупланетни съобщения (присъден на 11 юни 1961 г.).
- Медал „За заслуги в областта на въздухоплаването“ на ВВС на Бразилия (заповед на командващия бразилските ВВВ от 29 юли 1961 г.)
- Паметен златен медал на Австрийското правителство (решение на федералното правителство от 10 май 1962 г.)
- Златен медал „Константин Циолковски“ на Академията на науките на СССР
- Медал „де Лаво“ на Международната федерация за авиация.
- Златен медал и Почетен диплом на Международната асоциация „Човек в космоса“
- Златен медал и Почетен диплом на италианската асоциация за космонавтика
- Златен медал и Почетен диплом на Кралския аероклуб на Швеция
- Голям златен медал и диплом на Международната авиационна федерация
- Златен медал на град Сен Дени, Франция
- Медал „Колумб“, Италия

### Почетен гражданин
Юрий Гагарин е избран за почетен гражданин на градовете:
- в Русия – Калуга, Новочеркаск, Саратов, Севастопол, Смоленск;
- в България – Перник, Пловдив, София;
- в Украйна – Виница, Севастопол;
- в Кипър – Лимасол, Фамагуста;
- другаде – Атина (Гърция), Сен Дьони (Франция), Сумгаит (Азербайджан), Тренчианске-Теплице (Чехословакия).

Връчват му златните ключове от вратите на градовете Кайро и Александрия (Египет).

### Наименувани в негова чест
- град Гагарин (край родното му село) и Гагарински район, в който е роден
- златен медал „Гагарин“ на Международната федерация по аеронавтика
- минерал гагаринит (Gagarinite)
- кратер Гагарин на Луната
- астероид № 1772 Гагарин
- многобройни улици, булеварди и площади по света
  - площад „Гагарин“ в Москва с негов паметник
  - главен булевард в Перник
  - улица „Майор Юрий Гагарин“ в квартал „Изток“ в София (Карта)
- квартал в северната част на Пловдив
- Комбинат „Пловдив – Юрий Гагарин БТ“ в Пловдив
- Спортно училище „Юрий Гагарин“ в Бургас
- Професионална гимназия по хранителни технологии „Юрий Гагарин“ в Червен бряг
- Професионална техническа гимназия „Юрий Гагарин“ и главен булевард в Перник
- Професионална гимназия по механоелектротехника „Юрий Гагарин“ в гр. Петрич
- Техникум по механотехника „Юрий Гагарин“ в Русе
- Професионална техническа гимназия „Юрий Гагарин“ в гр. Монтана
- Математическа гимназия „Юрий Гагарин“ в Ловеч
- ОУ „Юрий Гагарин“ в Сливен
- ОДЗ „Юрий Гагарин“ в Пазарджик
- ОДЗ „Юрий Гагарин“ в Малко Търново
- астрономическа обсерватория „Юрий Гагарин“ в Стара Загора
- бивш стадион на ПФК „Черно море“ във Варна
- 138-о СОУ „Юрий Гагарин“ (сега „Проф. Васил Златарски“) в София, кв. „Гео Милев“[28]

## Във филателията
- 1964
- 1976
- 1981
- 2009
- 2011.